# Francisco Sobrado
Francisco José Sobrado Reyes, född 1 april 1980 i Bukarest, Rumänien, är en svensk skådespelare. 
Sobrado, som har chilenska föräldrar är uppvuxen i Stockholm, studerade vid Teaterhögskolan i Göteborg 2000–2004. Han har varit engagerad vid Backa Teater, Teater Sörmland, Turteatern, Riksteatern och Stockholms Stadsteater 2005-2011 samt på Uppsala Stadsteater 2012-2017

## Filmografi
- 2002 – Den osynlige
- 2003 – Om jag vänder mig om
- 2004    Mun mot mun
- 2008 – Mañana
- 2008 – Oskyldigt dömd (TV-serie)
- 2015 – Kerstin Ström
- 2017    Gåsmamman (TV-serie)
- 2022    Fartblinda 2 (TV-serie)
- 2025 – Åremorden (TV-serie)

## Teater

### Roller (ej komplett)
| År   | Roll                     | Produktion                                                                                  | Regi                                    | Teater                 |
| ---- | ------------------------ | ------------------------------------------------------------------------------------------- | --------------------------------------- | ---------------------- |
| 2002 |                          | Albert Speer David Edgar                                                                    | Jasenko Selimović                       | Göteborgs stadsteater  |
| 2006 | Felix                    | Jösses flickor – Återkomsten Margareta Garpe, Suzanne Osten och Malin Axelsson              | Maria Löfgren                           | Stockholms stadsteater |
| 2008 | Konstapel Brophy         | Arsenik och gamla spetsar (Arsenic and Old Lace) Joseph Kesselring                          | Eva Dahlman                             | Stockholms stadsteater |
| 2009 | Biståndsbedömaren Bogdan | Sista dansen Carin Mannheimer                                                               | Malin Stenberg                          | Stockholms stadsteater |
| 2011 | Brudgummens vän          | Efter bröllopet (Die Kleinbürgerhochzeit) Bertolt Brecht                                    | Dritëro Kasapi                          | Stockholms stadsteater |
| 2011 | Othello                  | Othello (The Tragedy of Othello, the Moor of Venice) William Shakespeare                    | Dritëro Kasapi                          | Riksteatern            |
| 2013 | Ejlert Løvborg           | Hedda Gabler Henrik Ibsen                                                                   | Farnaz Arbabi                           | Uppsala stadsteater    |
| 2013 | Medverkande              | Brott och straff (Преступление и наказание, Prestuplenije i nakazanije) Fjodor Dostojevskij | Eugenia Gorelik                         | Uppsala stadsteater    |
| 2013 |                          | Tre systrar (Три сeстры, Tri sestry) Anton Tjechov                                          | Dennis Sandin                           | Uppsala stadsteater    |
| 2014 |                          | Två herrars tjänare (Il servitore di due padroni) Carlo Goldoni                             | Dritëro Kasapi                          | Uppsala stadsteater    |
| 2014 | Cliff Bradshaw           | Cabaret John Kander, Fred Ebb och Joe Masteroff                                             | Ronny Danielsson                        | Uppsala stadsteater    |
| 2014 |                          | Robin Hoods hjärta (The Heart of Robin Hood) David Farr                                     | Gisli Örn Gardarsson Selma Björnsdottir | Uppsala stadsteater    |
| 2015 |                          | Partiledaren som klev in i kylan Daniel Suhonen                                             | Dennis Sandin                           | Uppsala Stadsteater    |
| 2015 |                          | En hunds hjärta (Собачье сердце Sobatje serdtse) Michail Bulgakov                           | Yana Ross                               | Uppsala stadsteater    |
| 2015 |                          | Ordets makt Ola Larsmo, Martin Lindberg, Åsa Lindholm och Lucia Cajchanova                  | Linus Tunström                          | Uppsala stadsteater    |
| 2025 |                          | Papporna Alexandra Pascalidou                                                               | Alexander Salzberger                    | Dramaten               |